# Піднебінно-ясенні приголосні

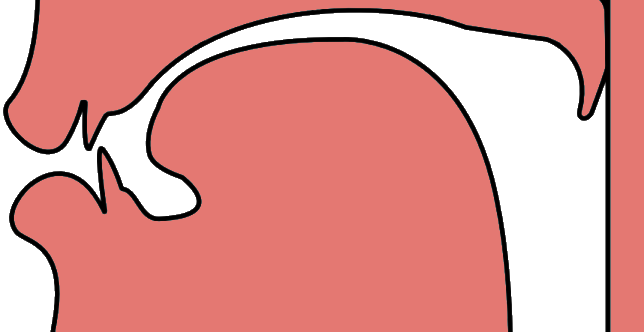
Місце творення піднебінно-ясенних фрикативів

Піднебі́нно-я́сенні при́голосні (англ. palato-alveolar consonants, palatoalveolar consonants) — у фонетиці група заясенних приголосних звуків, що мають однакове місце творення. Артикулюються передньою спинкою язика позаду ясенного бугорка, а кінчик язика при цьому трохи загнутий й розташований біля твердого піднебіння. Це шиплячі приголосні звуки, що мають слабшу палаталізацію порівняно з іншими заясенними приголосними. Інші назви — твердопіднебі́нно-я́сенні при́голосні, пала́то-альвеоля́рні при́голосні.

## Піднебінно-ясенні приголосні
- [ʃ] (ш) — безвучни піднебінно-ясенний (заясенний) фрикативний (індоєвропейські мови)
- [ʒ] (ж) — звучни піднебінно-ясенний (заясенний) фрикативний (індоєвропейські мови)
- [t͡ʃ] (ч) — безвучни піднебінно-ясенний (заясенний) африкат (індоєвропейські мови)
- [d͡ʒ] (дж) — звучни піднебінно-ясенний (заясенний) африкат (індоєвропейські мови)

Близькими до цих звуків є такі заясенні приголосні:
- Ясенно-твердопіднебінні приголосні:
  - [ɕ] (м'який ш) — глухий ясенно-твердопіднебінний фрикативний
  - [ʑ] (м'який  ж) — дзвінкий ясенно-твердопіднебінний фрикативний
  - [t͡ɕ] (м'який  ч) — глухий ясенно-твердопіднебінний африкат
  - [d͡ʑ] (м'який  дж)— дзвінкий ясенно-твердопіднебінний африкат
- Ретрофлексні приголосні:
  - [ʂ] (твердий ш) — глухий ретрофлексний фрикативний
  - [ʐ] (твердий ж) — дзвінкий ретрофлексний фрикативний
  - [ʈ͡ʂ] (твердий ч) — глухий ретрофлексний африкат
  - [ɖ͡ʐ] (твердий дж) — дзвінкий ретрофлексний африкат